# El Avellano Airport
El Avellano Airport är en flygplats i Chile.   Den ligger i provinsen Provincia de Llanquihue och regionen Región de Los Lagos, i den södra delen av landet, 900 km söder om huvudstaden Santiago de Chile. El Avellano Airport ligger 155 meter över havet.
Terrängen runt El Avellano Airport är platt. Närmaste större samhälle är Frutillar, 1,2 km söder om El Avellano Airport.
Runt El Avellano Airport är det ganska glesbefolkat, med 24 invånare per kvadratkilometer.